# Jessica Gunning
Jessica Gunning är en brittisk-amerikansk skådespelare.
Gunning har bland annat medverkat i TV-serierna Fortitude, Snyltgästen och Baby Reindeer.

## Filmografi (i urval)
- 2014 – Pride
- 2015–2018 – Fortitude (TV-serie)
- 2017 – I mördarens spår: Tennison (TV-serie)
- 2017–2021 – Snyltgästen (TV-serie)
- 2021–2022 – The Outlaws (TV-serie)
- 2024 – Baby Reindeer (TV-serie)
- 2025 – The Christophers
- 2026 – The Magic Faraway Tree